# فيليكس غرانت
فيليكس غرانت (بالإنجليزية: Felix Grant)‏ هو دي جيه أمريكي، ولد في 1918 في نيويورك في الولايات المتحدة، وتوفي في 1993.